# Шлемоносный сорочий скворец
Шлемоносный сорочий скворец (лат. Basilornis galeatus) — вид птиц из семейства скворцовых. Подвидов не выделяют.

## Распространение
Эндемики Индонезии.

## Описание
Длина тела 25 см. Имеются перья на лбу, макушке и затылке, направленными внутрь к средней линии, и удлиненные центральные перья, образующие высокий гребень. Лоб до затылка и шея чёрные с пурпурным отливом; верх и низ чёрные с зелёными переливами; белое пятно на нижних кроющих уха и сбоку шеи, более или менее прилегающее к белому пятну сбоку груди, задним перьям шейного пятна и брюшным перьям грудного пятна, покрытым охрой. Крылья и хвост темно-коричневые; радужные оболочки коричневые; клюв кремового цвета; ноги желтые. Самцы и самки выглядят одинаково. У молодых особей гребень короче, чем у взрослых, менее блестящее оперение, с коричневым подбородком, темной верхней челюстью.

## Биология
Питаются фруктами и ягодами.